# Peter Dubovský (biskup)
Peter Dubovský SJ (ur. 28 czerwca 1921 w Rakovicach, zm. 10 kwietnia 2008 w Ivance pri Dunaji) – słowacki duchowny rzymskokatolicki, jezuita, biskup tytularny Carcabii, biskup pomocniczy Bańskiej Bystrzycy w latach 1991–1997.
W 1945 roku wstąpił do Towarzystwa Jezusowego. W czasie formacji zakonnej studiował filozofię i teologię w Brnie. W 1950 roku został internowany w obozie koncentracyjnym w Podolíncu. Następnie powołany do odbycia zasadniczej służby wojskowej w armii czechosłowackiej. Służył w batalionach PTP. W 1950 roku przyjął potajemnie święcenia kapłańskie, a w 1961 roku sakrę biskupią.
W latach 1951–1969 zaangażowany w działalność Kościoła podziemnego w Czechosłowacji. W latach 1962–1967 przebywał w więzieniu. Dopiero od 1969 roku mógł jawnie sprawować funkcje duszpasterskie, pozostając jednak aż do 1991 roku biskupem katolickim oficjalnie nieposiadającym nominacji, ani zatwierdzenia Stolicy Apostolskiej.
W 1991 roku otrzymał papieskie potwierdzenie kanoniczności sakry biskupiej i nominację na biskupa sufragana diecezji bańskobystrzyckiej. W latach 1993–1997 pełnił funkcje wikariusza generalnego diecezji bańskobystrzyckiej.
Po przejściu na emeryturę mieszkał w klasztorze jezuickim w Ivance pod Bratysławą.
Pochowany został 16 kwietnia 2008 r. w podziemiach katedry Świętego Jana Chrzciciela w Trnawie.